# Liste der Militärluftschiffe der Vereinigten Staaten
Nach dem Ersten Weltkrieg stiegen die Vereinigten Staaten zum größten Betreiber von Militärluftschiffen auf.
Innerhalb der Streitkräfte betrieb vor allem die US-Marine bis 1962 eine sehr umfangreiche Luftschiffflotte. Danach wurde das Luftschiffprogramm eingestellt. Später wurden vereinzelt Versuche zur Verwendbarkeit moderner Luftschiffe unternommen, beispielsweise Mitte der 1990er im Zuge des Sentinel 1000-Programms. Ein regulärer Einsatz bemannter Luftschiffe findet derzeit nicht statt.

## US Army Signal Corps

### Airship No. 1
Am 4. August 1908 fand die erste Versuchsfahrt des Luftschiffs Signal Corps Airship No. 1 in Fort Myer VA statt. Dauer: 7 Minuten. Erbauer: Thomas Scott Baldwin

### Roma
Die Roma wurde 1921 vom Luftstreitkräften der US-Armee (damals: US Army Air Service) für 165 000 US-Dollar in Italien gekauft. Nach seiner Indienststellung in den USA kam es zu einem Unfall, bei dem das Schiff verbrannte und 34 Personen starben.

### RS-1
RS-1 war ein halbstarres Luftschiff der US-Armee und das einzige in den USA gebaute halbstarre Luftschiff. Die Teile wurden von Goodyear in Akron gebaut und dann zur Montage auf das Scott Field Illinois gebracht. Das Volumen betrug etwa 20–22.000 Kubikmeter (je nach Quelle). Das Schiff wird in einigen Quellen als größtes halbstarres Luftschiff der Welt bezeichnet, jedoch waren bereits damals die italienischen Schiffe (siehe Umberto Nobile) dieser Konstruktionsweise größer.
Die Jungfernfahrt fand am 8. Januar 1926 statt. Traggas war Helium. Bis 1928 finden sich einige Fotos und Notizen über Fahrten des Luftschiffes, so machte RS-1 1926 am Ford-Ankermast fest. 1927 ist ein Aufenthalt im Hangar No. 1 in Lakehurst verzeichnet, am 10. Oktober 1928 ein Überflug über Hearne.
Strukturprobleme an der Nase begrenzten angeblich die Geschwindigkeit. Das Schiff wurde für eine Überarbeitung demontiert, dann jedoch verschrottet.

## US-Heer
- TC-3 und TC-7 wurden Mitte der 1920er für Versuche mit Parasite Fightern genutzt. Im Dezember 1924 gelang mit einem Verville-Sperry M-1 Messenger das Andocken an ein Luftschiff.[2]
- TC-10 (Hüllenkennung C-52)[3]
- TC-13 und TC-14 wurden Ende der 1930er an die US-Marine abgegeben.
- 2012/13 wurde der Prototyp des Northrop Grumman LEMV (Long Endurance Multi-Intelligence Vehicle), eines bemannt und unbemannt nutzbaren Hybridluftschiffs, getestet.

## US-Marine

### DN-1 (A-Klasse)
DN-1 (US-Marine-Büro-Nr. A 127) war das erste von der US-Marine in Auftrag gegebene Luftschiff. Der Vertrag wurde am 1. Juni 1915 vergeben. Die Konstruktion basierte auf den Plänen von Thomas Scott Baldwin. Es wurde von der Connecticut Aircraft Company gebaut. Die Buchstaben hatten die Bedeutung D=dirigible und N=non-rigid. Inoffiziell war es auch bekannt als A-type-blimp.
Das Schiff wurde im Dezember 1916 an die US-Marine geliefert. Die Jungfernfahrt fand am 20. April 1917 statt, zwei weitere Fahrten folgten, dann wurde das Schiff bei der Landung irreparabel beschädigt und abgewrackt. Es hatte sich auch gezeigt, dass das Schiff übergewichtig und untermotorisiert war. Außerdem war der Gasverlust der Hülle sehr hoch.
Zum Betrieb des Schiffs war eigens eine schwimmende Luftschiffhalle errichtet worden.
- Länge: 53,3 m (175 ft)
- Wasserstoff-Traggas-Kapazität: 4250 m³ (150.000 cft)
- Antrieb: zwei Sturtevant-Motoren, davon einer wegen Übergewichts später ausgebaut

### B-Klasse
Von der B-Klasse wurden 16 Exemplare gebaut (B-1 bis B-16). B-1, das erste Schiff, wurde von Goodyear am 24. Mai 1917 gefüllt, das letzte Schiff wurde im Juli 1918 an die Marine geliefert.
(9× von Goodyear, 2× Goodrich, 2× Connecticut Aircraft, 3× Curtiss)
B17-19 waren drei von Goodyear nach dem Ersten Weltkrieg wiederaufgebaute Luftschiffe, B-20 wurde leicht modifiziert bestellt.

### C-Klasse

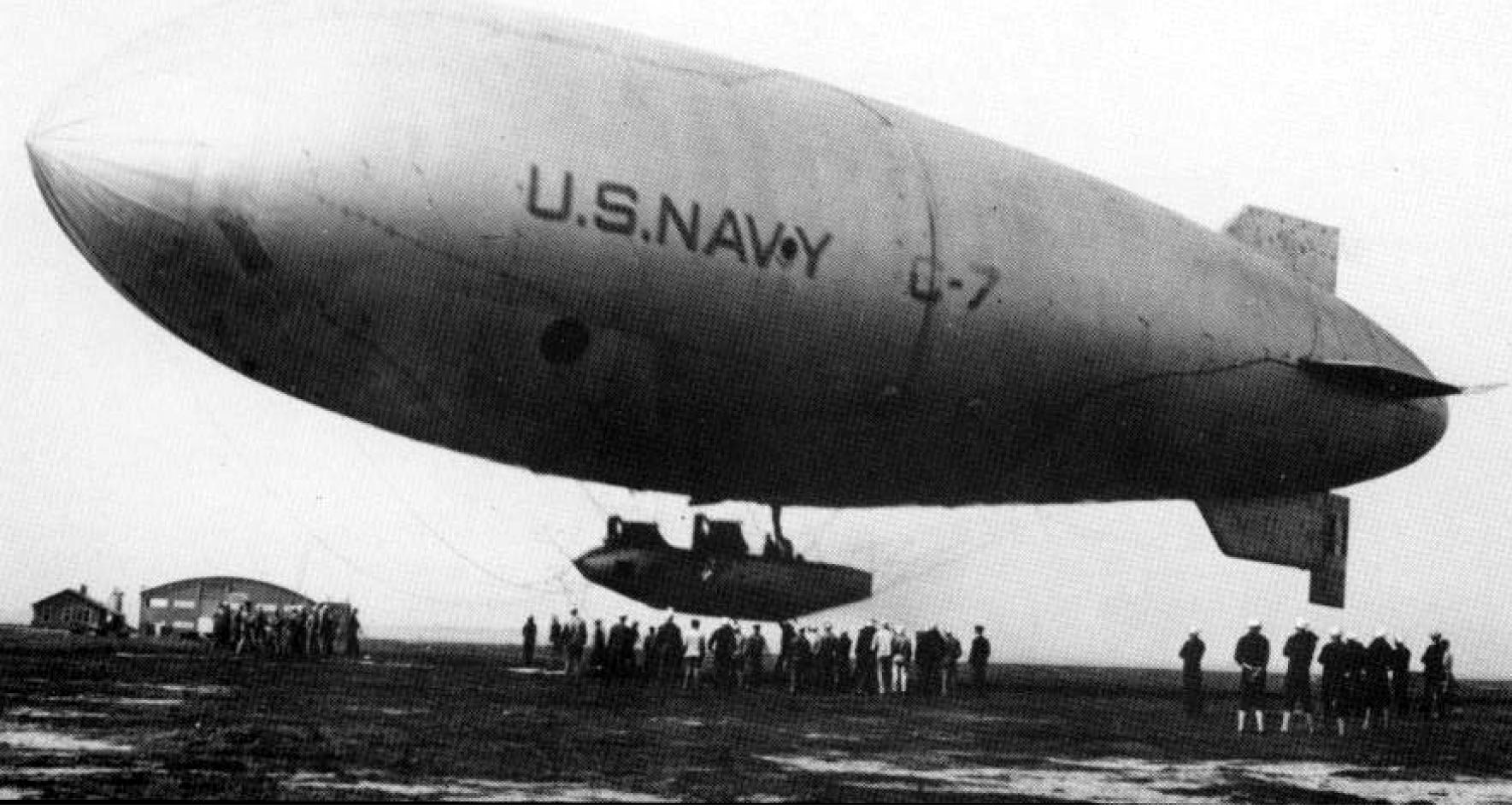
C-Klasse

Der Erstflug der C-Klasse fand am 30. September 1918 statt. 30 Luftschiffe waren bestellt worden, 10 wurden letztendlich gebaut. Davon gingen 2 an das US-Heer. Hersteller waren Goodyear und Goodrich.
C-1 bis C-10 Länge: 58,5 m (192 ft), Volumen: 5.125 m³ Wasserstoff (181.000 cft), Antrieb: zwei 125 hp Hispano-Suiza-Motoren. Höchstgeschwindigkeit: 60 mph Marschgeschwindigkeit: 45 mph, Einsatzdauer etwa 2 Tage, Reichweite: 3380 km (2100 mi)
Kennung (Luftfahrzeugnummer) und Hersteller:
- C-1 (A4118) gebaut von Goodyear. Jungfernfahrt: 30. September 1918
- C-2 (A4119) gebaut von BF Goodrich; 1921 das US-Heer übergeben
- C-3 (A4120) gebaut von Goodyear
- C-4 (A4121) gebaut von Goodyear; 1921 das US-Heer übergeben
- C-5 (A4122) gebaut von Goodyear; machte am 15. Mai 1919 einen Versuch als erstes Luftschiff den Atlantik zu überqueren, der jedoch scheiterte. C-5 wurde am 15. Mai 1919 in St John’s/Neufundland zerstört, als es sich im Sturm von der Verankerung losriss.
- C-6 (A4123) gebaut von BF Goodrich;
- C-7 (A4124) gebaut von Goodyear; C-7 war das erste mit Helium gefüllte Luftschiff. und stieg damit am 1. Dezember 1921 erstmals auf.
- C-8 (A4125) gebaut von Goodyear; explodierte am 2. Juli 1919 bei der Landung in Camp Holabird, wobei etwa 80 Schaulustige (Erwachsene und Kinder) verletzt wurden und Glasscheiben noch in einer Meile Entfernung zu Bruch gingen.[5]
- C-9 (A4126) gebaut von BF Goodrich
- C-10 (A4127) gebaut von BF Goodrich

### D-Klasse
Hülle weiterentwickelt aus der C-Klasse, um 6 Fuß verlängert und damit um 8000 Kubikfuß vergrößert. Die Gondel wurde überarbeitet und Änderungen an der Anbringung der Motoren und Kraftstofftanks vorgenommen.
- D-1: noch am Boden durch Feuer zerstört, gebaut von Goodyear
- D-2: an Heeresluftschiffer abgegeben, gebaut von Goodyear
- D-3: an Heeresluftschiffer abgegeben, gebaut von Goodrich, Erstflug 13. Juli 1920 (erster Flug der D-Klasse)
- D-4: an Heeresluftschiffer abgegeben, gebaut von Goodyear
- D-5: an Heeresluftschiffer abgegeben, gebaut von Goodrich
- D-6: gebaut in Philadelphia mit von den anderen Exemplaren abweichender Konstruktion; vollständig geschlossene bootsförmige Gondel mit innenliegenden Kraftstofftanks. D-6 sollte auf dem NAS Rockeaway stationiert werden, wurde jedoch am 21. August 1921 durch ein Feuer in der Luftschiffhalle zerstört.

### E-Klasse

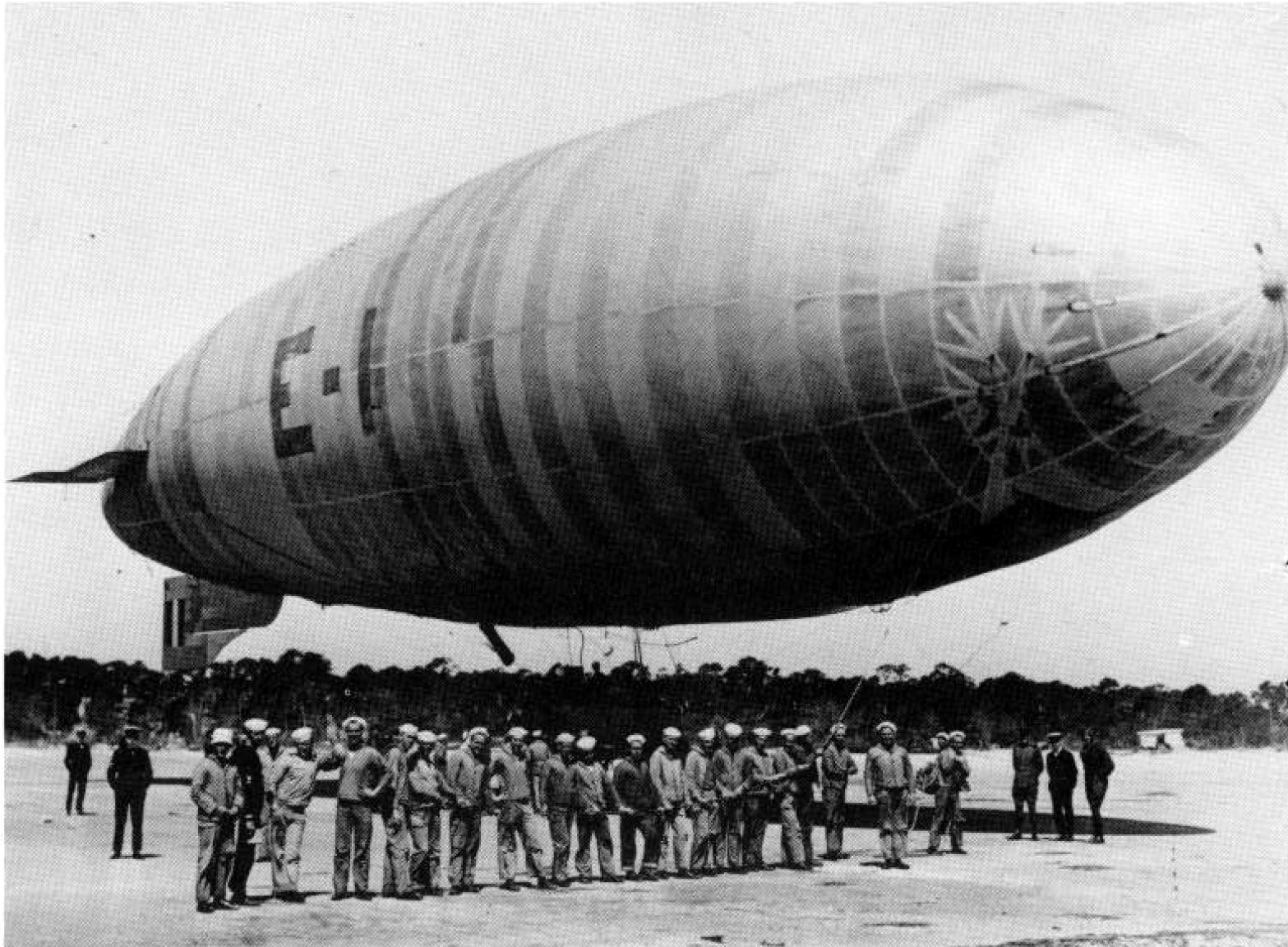
E-Klasse-Blimp E-1

Das Prallluftschiff E-1, das einzige dieser Klasse, war eine Eigenentwicklung von Goodyear, die der Marine angeboten wurde. Es wurde am 16. Dezember 1918 von Akron nach Pensacola überführt und verblieb dort für den Rest seiner Dienstzeit. Abgenutzt wurde das Schiff 1924 eingelagert. Am 5. September 1924 wurde es aus dem Inventar der Marine gestrichen.

### F-Klasse
Das Prallluftschiff F-1 war ebenfalls eine Eigenentwicklung von Goodyear, die der Marine angeboten wurde. Auch von ihm wurde nur ein Schiff gebaut: F-1. Die Hülle war identisch mit der von E-1. Die Führergondeln unterscheiden sich nur leicht. Hauptunterschied bestand in den Motoren und der Art ihrer Installation.
- Erstflug 11. Februar 1919,
- am 9. November 1923 aus dem Inventar der US-Marine gestrichen

### G-Klasse
Von der G-Klasse wurde 1918 ein erster Entwurf angefertigt, der jedoch nicht verwirklicht wurde.
- G-1 Goodyear Defender von der Marine gekauft 1935, am 8. Juni 1942 nach Nachtflug-Kollision mit L-1 in der Luft verloren gegangen, 12 Tote, davon 5 zivile Wissenschaftler
- G-2 bis G-5 Ende 1943 geliefert
- G-6 bis G-8 Lieferung Mitte-Ende 1944

### H-Klasse
H-1 war für die Marine. Es wurde am 3. März 1921 geliefert und am 31. August 1921 im Hangar durch ein Feuer zerstört.

### J-Klasse

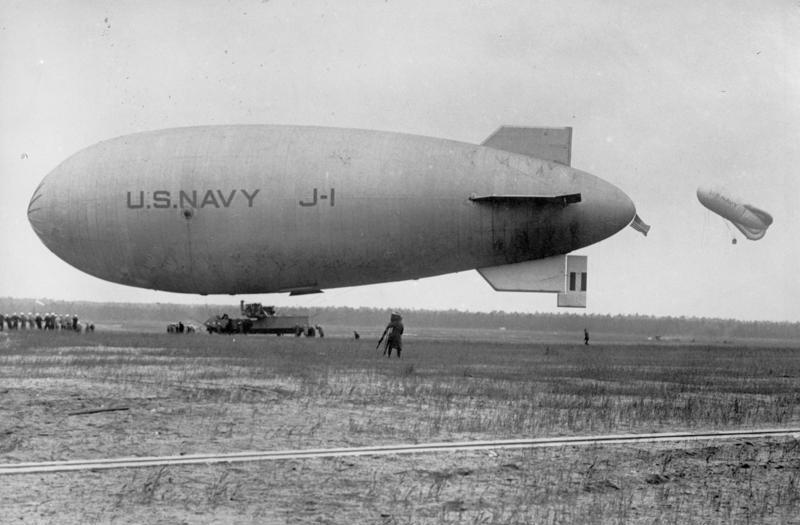
J-3 1931

- J-1 1923 getestet, aber nicht gefüllt.
- J-2 (?)
- J-3 Jungfernflug Oktober 1926; Das Schiff stürzte an der Küste von New Jersey ab, nachdem es am späten Morgen des 4. April 1933 ausgesandt worden war, um bei den Rettungsarbeiten der USS Akron zu helfen. Beide Besatzungsmitglieder kamen ums Leben.
- J-4 (?)
- weitere Schiffe dieser Klasse (?)

### K-Klasse

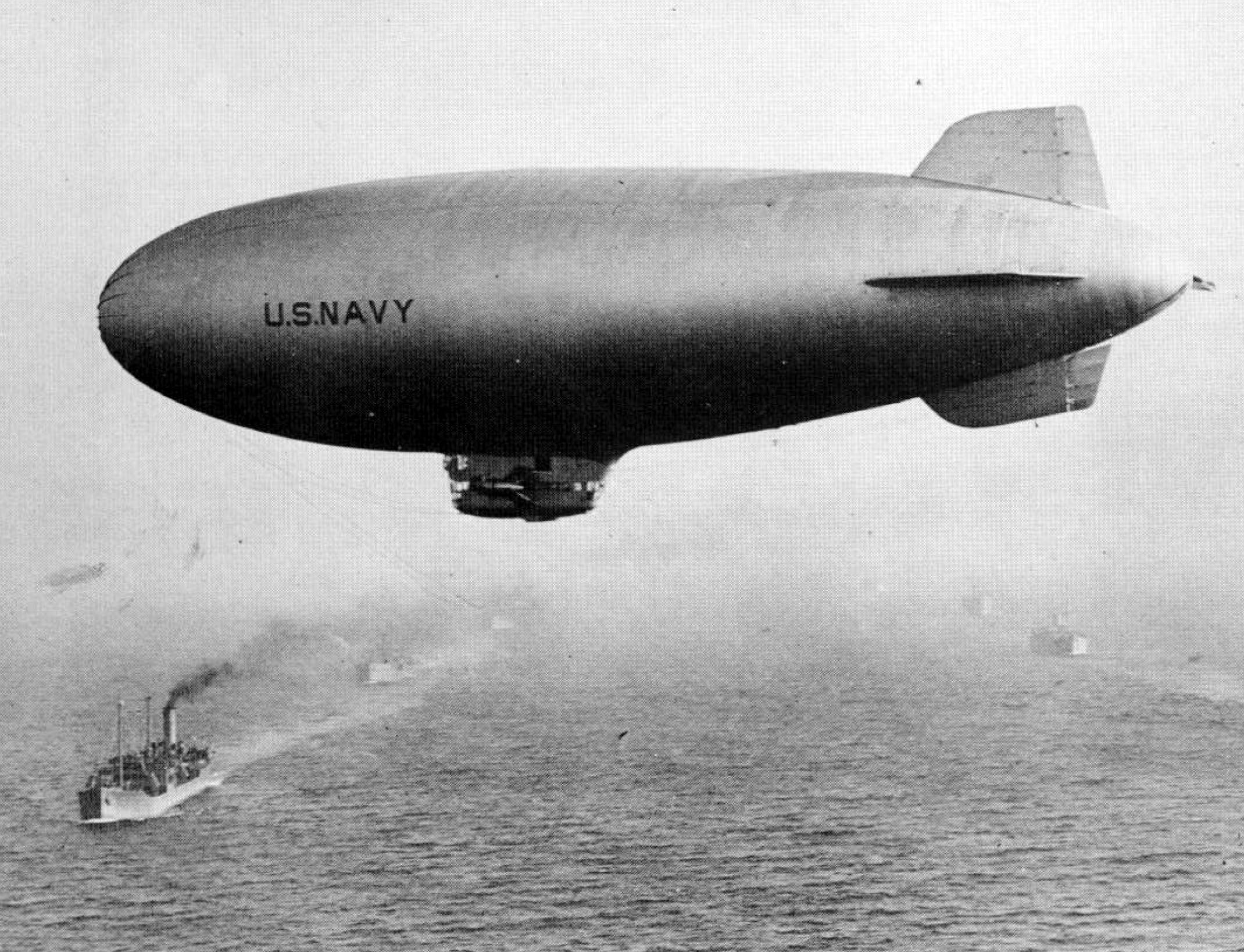
K-Klasse-Schiff

Die K-Klasse stellte die Arbeitspferde der Marineluftschiffe während des Zweiten Weltkriegs dar. Sie wurden vor allem für Aufklärungs- und Rettungsmissionen, zur Sicherung von Konvois unter U-Bootjagd eingesetzt, jedoch auch zur Minensuche. Einige der K-Schiffe wurden nach dem Krieg von der Marine an Firmen verkauft, die sie für Werbezwecke einsetzten. Es gab mehrere Unfälle, teilweise auch mit Toten und Luftschiffverlusten, bei denen die zur U-Bootjagd mit Magnetfeldetektoren extrem tief fahrenden Luftschiffe auf die Wasseroberfläche trafen.
- K-1 experimenteller Prototyp; am 10. August 1931 nach Lakehurst geliefert; Kraftgasballonet mit 1465 m³ (51.700 cft) im Inneren für den Auftriebsausgleich; letzter Flug im Sept. 1940; im Herbst 1941 abgerüstet[7]
- K-2, (A-1211) Prototyp für die 2WK-Luftschiffe, Erstflug am 6. Dezember 1938 in Akron, am 16. Dezember 1938 an die Marine übergeben, 404.000 cft,
- K-3 bis K-8 (A-7025 bis 7028 und 01729-01730), davon 4 Stück 1941 und 2 1942 geliefert
- K-9 bis K-50, davon 19 Stück 1942 und 23 Stück 1943 geliefert
- K-51 bis K-136 die Gondel von K-136 wurde für K113 verwendet, da diese durch ein Feuer zerstört worden war.
- K-14 prallte am 2. Juli 1944 mit voller Fahrt auf die Wasseroberfläche. 4 der 10 Besatzungsmitglieder überlebten verletzt.[8][9]
- K-22 wurde am 20. November 1942 von der US-Marineeinheit ZP-32 übernommen und fuhr am 13. April 1942 im Nebel gegen einen Hügel in der Nähe von Gilroy/Kalifornien. Das Luftschiff wurde dabei zerstört. Die Besatzung kam mit Verletzungen davon. Insgesamt 124 Fahrten mit 828,2 Flugstunden für ZP-32.[10]
- K-34 ging am 5. November 1944 im Dienst der Einheit ZP-11 bei schlechtem Wetter im Atlantik verloren. 2 Tote, mehrere Überlebende[11]
- K-43 führte im März 1959 mit Charles E. Rosendahl an Bord die letzte Fahrt eines K-Typ-Luftschiffes für die US-Marine durch.[12]
- K-74: Während es am 18. Juli 1943 in der Floridastraße das deutsche U-Boot U 134 attackierte, wurde K-74 von diesem abgeschossen. Alle 10 Besatzungsmitglieder konnten das Luftschiff ins Wasser verlassen, am folgenden Morgen wurde ein Mann von Haien attackiert und starb, die anderen wurden gerettet. Das Luftschiff sank.[13][14] Es war der einzige Verlust eines US-Luftschiffes durch Feindeinwirkung im Zweiten Weltkrieg.
- K-111 fuhr am 17. Oktober 1944 im Dienst der Einheit ZP-33 über Santa Catalina Island gegen einen Berg und verbrannte. Offizielle Darstellung der US-Marine: Das Luftschiff fuhr nach Navigationsproblemen während einer Patrouille nach japanischen U-Booten im Nebel gegen einen Berg über das verdunkelte Avalon und explodierte. Augenzeugenbericht vom Maschinisten Ernst Jarke: Das Luftschiff fuhr bei klarer Sicht in die Bäume am Berg und wurde schwer beschädigt. Die gesamte Besatzung konnte das Luftschiff sicher verlassen und versammelte sich um das Wrack. Die folgende Explosion des Kraftstoffs forderte 7 Tote und mehrere Verletzte.[15]
- K-16 und K-58 (Einheit: ZP-12) waren am 6. Mai 1945 östlich von Long Island an der Versenkung des deutschen U-Bootes U 853 beteiligt.

#### K-Klasse im Zweiten Weltkrieg im Mittelmeerraum
Die US-Marineinheit Blimp Squadron 14 (ZP-14), war der 8. US-Flotte unterstellt, und begann ihren Einsatz am 22. Mai 1944 mit dem Transfer von Material und Personal vom US-Mariniefliegerstützpunkt Weeksville/USA zum US-Marinefliegerstützpunkt Port-Lyautey in Französisch-Marokko/Afrika. Bis zum Jahresende 1945 suchten die Luftschiffe Minen, überwachten die Straße von Gibraltar oder halfen bei Rettungseinsätzen. Vorgeschobene Landeplätze existierten in Cuers-Fierrefeu Airdrome (Cuers/Frankreich), Elmas Field, (Cagliari/Sardinien), Pisa/Italien, Lido Beach Airfield (Lido/Italien), (Taksli Field) Malta, und Sidi Aihmaed Field (Bizerte/Tunesien).
- K-123 und K-130 waren die ersten Prallluftschiffe, die vom 28.–31. Mai 1944 den Atlantik überquerten, K-109, 134, 101, 112 folgten später und wurden in der ZP-14-Einheit in NAS Port-Lyautey/Marokko/Afrika stationiert.
- K-109 und K-134 erreichten via Transatlantikflug am 15. Juni 1944 NAS Port Lyautey.[16]
- K-101 und K-112 erreichten via Transatlantikflug am 1. Juli 1944 NAS Port Lyautey. K-112 landete am 18. Juli 1944 an einem Ankermast in Gibraltar. Dies war erste Landung eines in Amerika gebauten Luftschiffes in Europa.[16]
- K-109 fing am 26. März 1945 am Ankermast in NAS Port Lyautey Feuer und wurde zerstört.
- K-89 und K-114 flogen 28. April – 1. Mai 1945 über Bermuda und Azoren nach Europa.

#### Daten der K-Klasse
- Traggasvolumen: 12.000 m³
- Länge: 76,7 m
- Größter Durchmesser 17,6m
- Antrieb: zwei  Pratt & Whitney R-1340 mit je 425 PS (313 kW)
- Höchstgeschwindigkeit: etwa 125 km/h
- Reichweite: 3600 km
- Ausdauer:38h bei ≈ 90 km/h Reisegeschwindigkeit
- Bewaffnung: 4 × 160 kg Wasserbomben, ein 12,7mm Browning MG
- Besatzung: 9-10
- Gebaut: 136

### L-Klasse
- L-1 geliefert im April 1938, am 8. Juni 1942 mit G-1 kollidiert
- L-2 geliefert im Februar 1941
- L-3 geliefert im Juli 1941
- L-4 bis L-8 waren die Goodyear-Luftschiffe Resolute, Enterprise, Reliance, Rainbow und Ranger, sie wurden von Goodyear nach dem Überfall auf Pearl Harbor an die Marine übergeben, dienten dann hauptsächlich als Trainingsluftschiffe.
  - L-4 „Resolute“ wurde am 10. März 1942 an die US-Marine abgegeben[10]
  - L-5 „Enterprise“ gebaut 1935 von Goodyear, als Trainings-Luftschiff von am 7. Mai 1942[10] der US-Marine übernommen, Länge: 45,1 m (148 ft), Durchmesser: 14,0 m (46 ft), Traggasvolumen 3.483 m³ (123,000 cft), Antrieb: 2x145hp Warner R-500-2/6 Radial, Höchstgeschwindigkeit: 96 km/h (60 mph), Reichweite: 805 km (500 miles), Besatzung: 4, Nutzlast: 662,7 kg (1.461 lbs), Bewaffnung: keine
  - L-6 „Reliance“ wurde am 28. Februar 1942 in der Blimp Squadron 32 von der US-Marineeinheit ZP-32 übernommen. Am 17. Juni 1942 wurde es von ZP-32 außer Dienst gestellt und die Hülle geleert. Für ZP-32 fanden 145 Fahrten mit 753,18 Flugstunden statt.[10]
  - L-7 wahrsch. Ranger oder Rainbow
  - L-8 „Rainbow“[10] (lt. div. andere Quellen die „Ranger“), gebaut 1940, ging am 5. März 1942 als L-8 an die US-Marineeinheit ZP-32.[10] Mitte April 1942 lieferte L-8 Ersatzteile an Bord des Flugzeugträgers Hornet. Sie waren für die B-25-Flugzeuge bestimmt, die auf dem Weg zur Doolittle Raid, einem trägergestützten Bomberangriff auf Tokio, waren. Am 16. August 1942 landete das Luftschiff schlaff, mit intakter Kabine und offener Tür, aber ohne die Besatzung auf einer Straße in Dale/Kalifornien.[10] Der Verbleib der zweiköpfigen Besatzung, die eine Patrouille vor San Francisco durchführen sollte, wurde nie aufgeklärt. Das Luftschiff wurde repariert, unternahm am 31. August eine Testfahrt und wurde am 5. September wieder eingesetzt.[10] Nach 360 Fahrten mit 1607,2 Betriebsstunden wurde L-8 von der ZP-32 außer Betrieb genommen und zum NAS Moffett Field überführt.[10] Nach dem Krieg wurde das Schiff an Goodyear zurückgegeben.
- L-9 bis L-12 fertiggestellt im April 1943
- L-13 bis L-22 bei Goodyear am 24. Februar 1943 bestellt und bis zum Jahresende geliefert

### M-Klasse
Entwickelt und gebaut von Goodyear; Nachfolger der K-Klasse
- M-1 wurde am 27. November 1943 an die Marine geliefert
- Insgesamt wurden bis 1944 4 M-Schiffe ausgeliefert
- 1956 außer Dienst gestellt.
- Besonderheit: Die Luftschiffgondel wurde aus drei beweglichen aber miteinander verbundenen Segmenten konstruiert[17]

### Starrluftschiffe
Die US-Marine betrieb sämtliche US-Starrluftschiffe.
- ZR-1 „USS Shenandoah“ (1923–1925)
- ZR-2 (1921), gebaut in Großbritannien als R38, jedoch nicht abgeliefert
- ZR-3 „USS Los Angeles“ (1924–1939), gebaut in Deutschland als LZ 126
- ZRS-4 „USS Akron“ (1931–1933)
- ZRS-5 „USS Macon“ (1933–1935)

### Weitere
- O-1 im Januar 1919 in Italien bestellt, Jungfernfahrt am 27. März 1919 in Ciampino/Italien; Überführung per Schiff in die USA; Erste Fahrt in den USA in Cape May am 16. September 1919; 1921 oder 1922 abgewrackt.[18]
- ZMC-2, Versuchsmuster eines Ganzmetall-Luftschiffes, Nummer: A-8282 (1928–1941)
- TC-13 und TC-14 wurden nach dem Ende der US-Heeres-Luftschifffahrt im Juni 1937 im Juli 1937 von der US-Marine übernommen und wurden zum Kern der Luftschiff-Schwadron 32 im Februar 1942.[10]
  - TC-13 griff am 23. März 1943 vor San Francisco versehentlich das amerikanische U-Boot USS Gato (SS-212), Typschiff der Gato-Klasse, an und beschädigte es. TC-13 wurde von ZP-32 am 5. November 1942 nach 153 Fahrten und 1514,3 Stunden in der Luft für ZP-32 stillgelegt.[10]
  - Erstflug TC-14: 17. September 1935, auf dem Scott Field, Il; Markantes Merkmal sind die sechs Heckleitwerksflossen, im Gegensatz zu den sonst üblicherweise vier Flossen. TC-14 wurde von ZP-32 am 16. Dezember 1942 nach 201 Fahrten und 1543,3 Stunden in der Luft für ZP-32 stillgelegt.[10]

### Kalter Krieg
- ZPG-2, 12 Stück gebaut, als U-Bootjäger (ASW)
- ZPG-2W, 5 Stück gebaut; eine Frühwarn-Radar-Luftschiff reklamiert den absoluten (nicht von der FAI anerkannten) Nonstop-Langstrecken- und Fahrtdauerrekord für sich. „Snow Bird“ startete am 4. März 1957 in Weymouth und landete, ohne zwischendurch betankt worden zu sein, nach 264,2 Stunden und 15.205 km auf dem Marinefliegerstützpunkt Key West. Dabei wurde zwei Mal der Atlantik überquert.[19] Der Fahrtdauerrekord mit 200 Stunden und 26 Minuten war ebenfalls von einem ZPG-2W-Luftschiff aufgestellt worden. Den inoffiziellen Streckenrekord hatte das deutsche Luftschiff LZ 127 Graf Zeppelin mit 11.233 km bei seiner Fahrt von Friedrichshafen nach Tokio gehalten.
- ZPG-3W 4 Stück gebaut, bis heute größtes Prallluftschiff der Welt

### Nach 2000
- MZ-3A experimentelles Marineluftschiff seit 2006 mit der Bu No 167811; gebaut von American Blimp Corporation

## Importe aus Europa im Ersten Weltkrieg
Aus Mangel an eigenen Luftschiffen betrieben die US-amerikanischen Streitkräfte im Ersten Weltkrieg vor allem auf dem europäischen Kriegsschauplatz in Europa (Frankreich und England) angeschaffte Schiffe, die sie teilweise nach Kriegsende in die USA überführten.
- O-SS (A-1029) Zero-Type englisches Luftschiff durch ein Feuer im Sommer 1918 zerstört Basis: NAS Hampton Roads
- AT-1 (Astra Torres) erster Flug unter amerikanischem Kommando am 3. März 1918, am 10. September 1918 entleert und in die USA geschickt (A-5472)
- AT-13
- AT-17
- VZ-3 (Zodiac Vedette) am 26. September 1918 an Frankreich zurückgegeben
- VZ-7 (A-5592) beginn 1919 in die USA überführt, am 6. Oktober 1919 von der Liste der USN gestrichen, Zustand zu schlecht
- VZ-13 (A-5593) auch beginn 1919 in die USA überführt, am 6. Oktober 1919 von der Liste der USN gestrichen, Zustand zu schlecht
- französisches T-2 (Chalais-Meudon) „Capitaine Caussin“
- SS-Z-23 ein Submarine-Scout „Zero-Type“ (A-1030, später in die USA gebracht, dort: A-5563), engl. Luftschiff
- NS-1
- ZD-US-1, (Zodiac) nach der Ankunft in den USA 1919 an das US-Heer abgegeben
- ZD-US-2, (Zodiac)
- CM-5, blieb in Frankreich, bis es 1920 an Goodyear verkauft wurde